# 愛需要時間
〈愛需要時間〉（英語：Love Takes Time）是美國女歌手瑪麗亞·凱莉在1990年9月發行的單曲，這首單曲曾獲得美國單曲榜三週冠軍，成為瑪麗亞·凱莉第2首全美冠軍單曲。

## 歌曲資料

### 收錄專輯
〈愛需要時間〉是瑪麗亞·凱莉首張個人《同名專輯》中推出的第二首單曲，首支單曲為〈愛的幻影〉（四週冠軍）。

### 單曲簡介
〈愛需要時間〉由瑪麗亞·凱莉和她的老搭檔Ben Margulies兩人共同創作，這是首旋律優美氣勢磅礡的抒情歌曲，當他們將這首歌曲交給當時哥倫比亞唱片高層唐·伊納（Don Ienner）的時候，專輯《瑪麗亞·凱莉》早已全部錄製完成，連唱片封底的曲目也都已印製好。唐·伊納和其他部分人員聽完立即堅持將這首歌納入她即將發行的《瑪麗亞·凱莉》中，儘管這張專輯已進入了完成的最後階段，瑪麗亞·凱莉希望將其保留到下一張專輯。最終這首歌正式被收錄在專輯《瑪麗亞·凱莉》的最後一首曲目。結果〈愛需要時間〉發行單曲時獲得3週冠軍的好成績。

### 商業成績
〈愛需要時間〉接在四週冠軍的〈愛的幻影〉推出單曲，1990年9月15日首週進入單曲榜內雖然僅佔第73名，但歌曲後勢強勁，名次始終穩定的往上攀升，終於在1990年11月10日登上冠軍寶座，成為該年瑪麗亞·凱莉第二首奪冠的美國單曲。〈愛需要時間〉在榜首蟬連了三週後才被惠妮·休斯頓的〈親愛的今夜屬於你〉請下寶座，它在單曲榜內共待了26週，單曲銷售逾50萬張成為金單曲，但可惜這首歌曲分跨兩個年度，單曲排行榜總積分被分散，1990年年終排名第76名，1991年年終排名第69名。
〈愛需要時間〉除獲得單曲榜冠軍，它也拿下了當代成人榜冠軍，在該榜更停留高達38週之久。〈愛需要時間〉在英國單曲榜最高成績為第37名。